# Temotu (Provinz)

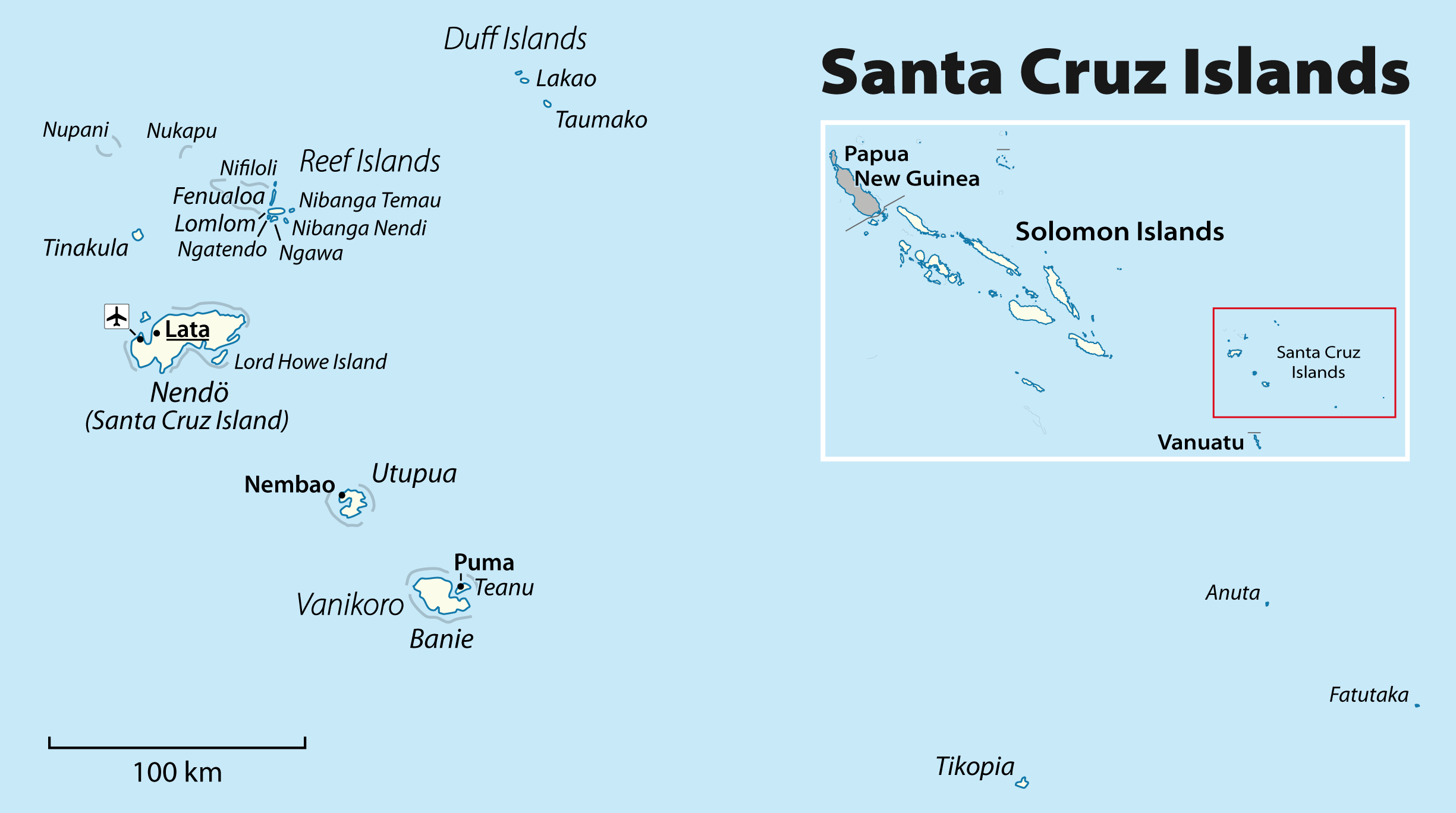

Temotu ist die östlichste Provinz des pazifischen Inselstaats Salomonen.

## Lage
Sie befindet sich weit abseits der Kette der Salomon-Inseln, welche die anderen acht salomonischen Provinzen bilden. Die nördlichsten Inseln der Temotu-Provinz liegen über 500 Kilometer südöstlich der salomonischen Hauptstadt Honiara, aber nur 340 Kilometer nördlich der Inseln des Nachbarstaats Vanuatu. Zur Provinz Temotu gehören die Santa-Cruz-Inseln mit den Duff-Inseln und den Reef-Inseln. Die Insel Tikopia ist die südlichste bewohnte Insel der Salomonen. Noch südlicher liegt nur noch die unbewohnte Little Nottingham Islet im Middle Reef der Indispensable Reefs, die zur Provinz Rennell und Bellona gehören. Die gesamte Landfläche beträgt knapp 895 km². Die Provinzhauptstadt Lata liegt an der Westküste der größten Insel Nendo (Santa-Cruz-Inseln).

## Natur
Nach einem Weltbankreport aus dem Jahr 2007 hat die Provinz Temotu die höchste Anzahl an Naturkatastrophen aller Provinzen der Salomon-Inseln. Eine Trockenheit in den Jahren 1952 und 1953 zum Beispiel forderte 17 Tote auf der Insel Tikopia. Auch Tsunamis und Vulkanausbrüche kommen laut Weltbankbericht in der Provinz Temotu vor. In der letzten Dezemberwoche 2002 richtete der Zyklon Zoe mit Windgeschwindigkeiten von bis zu 305 km/h auf den Inseln Fatutaka, Anuta und Tikopia größere Schäden an.
In der Provinz Temotu werden einige Tier- und Pflanzenarten als endemisch angesehen, zum Beispiel der Kauri-Baum Agathis macrophylla, der Skink Emoia rufilabialis, der Einfarb-Brillenvogel, der Sanfordbrillenvogel, der Vanikorobrillenvogel sowie der Vanikoro-Monarch.